# Tennis (игра, 1984)
Tennis (яп. テニス, Tenisu; рус. Теннис) — компьютерная игра в жанре спортивного симулятора, разработанная и изданная японской компанией Nintendo для приставки Nintendo Entertainment System в 1984 году. Является аркадной версией игры Vs. Tennis, которая также была выпущена для аркадного автомата Nintendo Vs. System, также она стала хитом среди японских и американских аркадных игр в том же 1984 году. Tennis — это одна из 17 стартовых игр для приставки NES в Северной Америке и Европе. Была переиздана для портативной консоли Game Boy в качестве стартовой игры в Северной Америке.

## Игровой процесс
В игре есть однопользовательский и многопользовательский режимы для одиночных и парных матчей, с соревновательным или кооперативным игровым процессом. Компьютеризированный искусственный интеллект противника может быть настроен на один из пяти уровней сложности. Также, в игре присутствует Марио — персонаж видеоигр компании Nintendo, который выступает в качестве судьи.

## Разработка и выпуск
В 1983 году у приставки Famicom было всего три стартовых игры, а вскоре их библиотека насчитывала семь игр, включая Tennis. Сигэру Миямото сказал, что он «непосредственно отвечает за дизайн персонажей и дизайн игры».
В 1984 году Tennis была включена в аркадный автомат Nintendo Vs. System, под названием Vs. Tennis. В 1985 году японская компания Hudson Soft выпустила версию игры для домашнего компьютера NEC PC-8801. Она была переиздана для североамериканского запуска на NES в октябре 1985 года. В 1989 году Nintendo портировала игру Tennis на портативную игровую консоль Game Boy, а также на специальное устройство Nintendo e-Reader в 2002 году.
Версия для NES встроена в игру-симулятор жизни под названием Animal Crossing и в партийную видеоигру с названием WarioWare: Twisted!. Для интернет-сервиса Virtual Console, Nintendo переиздала версию игры для NES на игровую консоль Wii в 2006 году, а также на консоль Wii U в 2013 году, а версию для Game Boy на Nintendo 3DS в 2011 году. Эта версия была добавлена в Nintendo Switch Online в конце 2018 года.

## Отзывы
Японский журнал о видеоиграх Game Machine сделал обзор на игру Vs. Tennis в своем выпуске от 15 марта 1984 года, и назвал данную игру «самым успешным настольным аркадным кабинетом месяца». В мае 1984 года игра снова возглавила таблицу игровых автоматов в одном из чартов. В США Vs. Tennis возглавила чарты в журналах RePlay (июль 1984 года) и Play Meter (август 1984 года).